# Конвой O-904/O-905
Конвой O-904/O-905 — пов'язані японські конвої часів Другої світової війни, проведення яких відбувалось у січні 1944 року.
Конвой O-904 сформували у важливому транспортному хабі японців Палау на заході Каролінських островів. Він включав транспорти «Шанко-Мару», «Ходзугава-Мару» та «Косей-Мару», а ескорт складався із мисливця за підводними човнами CH-39. Зазвичай серія «О» належала до конвоїв, які прямували до Палау, проте цього разу маршрут починався звідси, а пунктом призначення був атол Трук на сході Каролінських островів (до лютого 1944 року тут була потужна база ВМФ, з якої здійснювались операції та постачання гарнізонів у низці архіпелагів).
9—12 січня O-904 пройшов до Труку, де до нього приєдналось судно «Мейшо-Мару» та додаткова охорона у вигляді мисливця за підводними човнами CH-24. 13 січня загін, який тепер мав назву O-905, попрямував на південь до Рабаула — головної передової бази в архіпелазі Бісмарка, з якої безпосередньо провадились операції на Соломонових островах та сході Нової Гвінеї (можна відзначити, що в Рабаул традиційно ходили конвої просто з Палау, проте цього разу не лише найменування конвою, а й його маршрут був незвичний).
16 січня 1944 року о 2:30 ночі західніше від острова Новий Ганновер конвой O-905 атакували 9 гідролітаків PBY Catalina. Скинуті ними бомби та торпеди потопили «Шанко-Мару» (загинуло 20 членів екіпажу та 30 пасажирів), «Ходзугава-Мару» та «Мейшо-Мару» (загинули 3 та 12 членів екіпажу відповідно).
"Косей-Мару" зміг добратись до Рабаула, проте вже 17 січня загинув тут внаслідок потужного нальоту американської авіації з аеродрому на острові Бугенвіль.